# Мали белоноси заморац
Мали белоноси заморац (лат. Cercopithecus petaurista) је врста примата (Primates) из породице мајмуна Старог света (Cercopithecidae).

## Распрострањење
Ареал врсте покрива средњи број држава. 
Врста је присутна у следећим државама: Гана, Обала Слоноваче, Гвинеја, Гвинеја Бисао, Сенегал, Того, Либерија и Сијера Леоне.

## Станиште
Станишта врсте су шуме и речни екосистеми.

## Подврсте
Постоје две подврсте малог белоносог заморца:
- Cercopithecus petaurista buettikoferi
- Cercopithecus petaurista petaurista

## Угроженост
Ова врста је наведена као последња брига, јер има широко распрострањење и честа је врста.